# Manasz nemzetközi repülőtér
A Manasz nemzetközi repülőtér (kirgiz nyelven: Манас эл аралык аэропорту) (IATA: FRU, ICAO: UCFM) Kirgizisztán egyik nemzetközi repülőtere, amely Biskek közelében található. Éves utasforgalma 2 167 759 fő (2019).

## Futópályák
A repülőtér futópályái:
- 08/26 (4204 m, 55 m, vasbeton)

## Légitársaságok és úticélok

### Személy
| Légitársaság            | Célállomások |
| ----------------------- | --- |
| Aeroflot                | Moszkva–Seremetyjevo |
| Air Arabia              | Sardzsa |
| Air Astana              | Almati, Asztana |
| Air Kyrgyzstan          | Osh |
| Air Manas               | Isztambul–Sabiha Gökçen, Moszkva–Domogyedovo, Osh, Taskent |
| Avia Traffic Company    | Delhi, Dusanbe, Grozny, Irkutszk, Isztambul, Jalal-Abad, Kazany, Krasznodár, Krasznojarszk–Jemeljanovo, Moszkva–Domogyedovo, Moszkva–Zsukovszkij, Novoszibirszk, Osh, Szentpétervár, Surgut, Voronyezs, Jekatyerinburg |
| Azimuth                 | Rostov-on-Don |
| China Southern Airlines | Ürümcsi |
| FlyArystan              | Türkisztán |
| flydubai                | Dubai–International |
| Hunnu Air               | Ulánbátor |
| Jazeera Airways         | Kuwait City |
| Pegasus Airlines        | Isztambul–Sabiha Gökçen |
| Qazaq Air               | Almati |
| S7 Airlines             | Novoszibirszk |
| SalamAir                | Maszkat |
| Sunday Airlines         | Szezonális charter: Phuket |
| TezJet Airlines         | Batken, Isfana, Jalal-Abad, Osh |
| Turkish Airlines        | Isztambul |
| Ural Airlines           | Moszkva–Domogyedovo, Moszkva–Zsukovszkij, St. Petersburg, Jekatyerinburg |
| Uzbekistan Airways      | Taskent |
| Varesh Airlines         | Meshed |

### Cargo
| Légitársaság          | Célállomások                                                                   |
| --------------------- | ------------------------------------------------------------------------------ |
| RUS Aviation          | Sardzsa                                                                        |
| Silk Way Airlines     | Baku, Ürümcsi                                                                  |
| Turkish Cargo         | Almati, Bangkok–Szuvarnabhumi, Kuangcsou, Islamabad, Isztambul, Sanghaj-Putung |
| Turkmenistan Airlines | Turkmenabat                                                                    |
| Uzbekistan Airways    | Navoi                                                                          |
| YTO Cargo Airlines    | Shijiazhuang                                                                   |

## Forgalom
Az utasforgalom az elmúlt években az alábbi módon változott:
| Utasok száma | 311 000 | 551 000 | 810 000 | 1 056 000 | 1 372 380 | 1 679 800 | 1 778 603 | 3 586 337 | 2 084 738 | 2 167 759 |
|              | 1965    | 1970    | 1975    | 2012      | 2013      | 2014      | 2015      | 2017      | 2018      | 2019      |